# Callaghan remet ça
Série
Et par ici la sortie
(1957)
Pour plus de détails, voir Fiche technique et Distribution.
Callaghan remet ça est un film français réalisé par Willy Rozier et sorti en 1961. Il s'agit du dernier des quatre volets des aventures de Callaghan au cinéma après À toi de jouer Callaghan, Plus de whisky pour Callaghan et Et par ici la sortie.

## Fiche technique
- Réalisateur et  scénariste : Willy Rozier
- Photographie : Michel Rocca
- Montage : Madeleine Crétolle
- Musique : Jean Yatove
- Son : Guy Odet
- Producteur : 	Willy Rozier
- Directrice de production : Yvonne Tournayeff
- Société(s) de production : Sport-Films
- Société de distribution : Les Films Fernand Rivers
- Pays de production :  France
- Format :  Noir et blanc - 1,37:1 - 35 mm  - Son mono
- Genre : Film policier
- Durée : 81 minutes (1 h 21)
- Date de sortie :	
  - France : 5 avril 1961

## Distribution
- Tony Wright : Slim Callaghan
- Geneviève Kervine : Carola
- André Luguet : Neck
- Fabienne Dali
- Nicolas Vogel
- Yvette Maurech
- Philippe Guégan
- Émile Marin
- Willy Rey
- Jean Francel
- Joëlle Bernard
- Jean Lara
- Robert Berri
- Jean Combal
- Jean-Pierre Zola